# هيرويوكي مي
هيرويوكي مي (باليابانية: 前 寛之) (1 أغسطس 1995 في سابورو في اليابان – )؛ هو لاعب كرة قدم ياباني سابق كان يلعب كلاعب وسط.

## وصلات خارجية
- هيرويوكي مي على موقع رابطة كرة القدم اليابانية للمحترفين (اليابانية)
- هيرويوكي مي على موقع قاعدة بيانات كرة القدم.إي يو (الإنجليزية)
- هيرويوكي مي على موقع Soccerway.com (الإنجليزية)
- هيرويوكي مي على موقع عالم كرة القدم.نت (الإنجليزية)
- هيرويوكي مي على موقع كووورة